# PolSEFF
PolSEFF - program finansowania rozwoju zrównoważonej energii w Polsce.
PolSEFF jest programem stworzonym przez Europejski Bank Odbudowy i Rozwoju, którego głównym celem jest podniesienie efektywności energetycznej oraz zwiększenie zastosowania źródeł energii odnawialnej pośród małych i średnich przedsiębiorstw. W Polsce program realizowany jest za pośrednictwem pięciu instytucji finansowych, dzięki którym przedsiębiorcy mogą uzyskać finansowanie inwestycji w formie kredytu lub leasingu w wysokości do 1 mln Euro.
PolSEFF jest częścią szerszego programu Unii Europejskiej (SEFF - sustainable energy financing facility) wspierającego rozwoju zrównoważonej energii w krajach Europy Środkowo-Wschodniej oraz byłych republikach Związku Radzieckiego.